# Tryggvi Olafsson (Prétendant)
Pour les articles homonymes, voir Tryggve Olafsson.

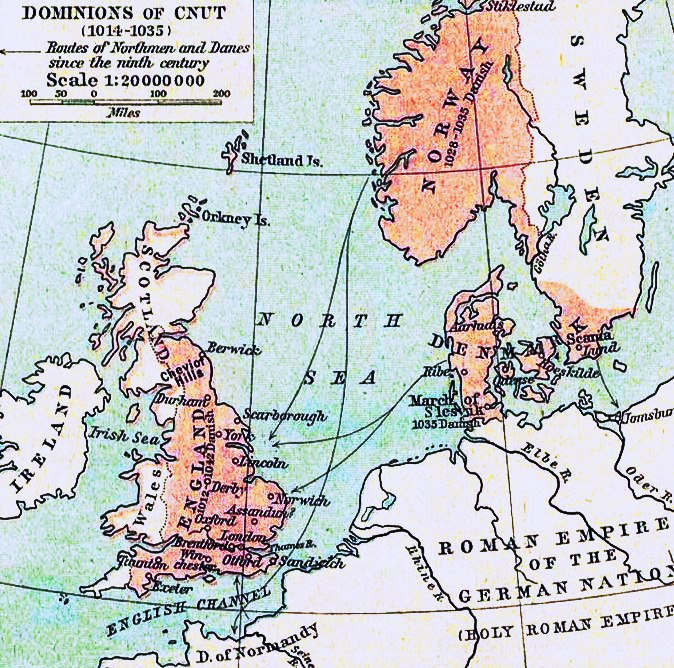
Carte de l'Europe du Nord à l'époque de Tryggve.

Tryggvi le Prétendant (Vieux-norrois Tryggvi Ólafsson, Norvégien Tryggve Olavsson) est un chef Viking du début du XIe siècle, originaire de « l'ouest de l'autre côté de la mer » probablement des établissements scandinaves en  Angleterre et Irlande. Son histoire est contée dans la Heimskringla de Snorri Sturluson, la Morkinskinna, et la saga composée par Oddr Snorrason sur Olaf Tryggvason.

## Invasion de la Norvège
Selon la Heimskringla, en 1033, pendant le gouvernement du fils de  Knut le Grand Svein sur la  Norvège, Tryggvi envahit le pays. Il proclame qu'il est le fils de  Olaf Tryggvason et de son épouse Gyda. Ses ennemis réfutent ses prétentions en assurant que Tryggvi est un bâtard fils d'une prêtre; toutefois, Snorri Sturluson se réfère aux parents d'Olaf dans le Viken comme la parenté de Tryggvi; de plus, l'auteur de la Morkinskinna précise qu'Harald Hardrada affirmant sa parenté avec Tryggvi alors décédé, indiquait qu'au moins certaines personnes croyaient à la revendication de Tryggvi.
Quand Svein et sa mère Ælfgifu de Northampton surent que l'invasion de Tryggvi était iminente, ils ordonnèrent au propriétaires terriens des districts du Hålogaland et du Trondheim de rejoindre l'armée royale dans son combat contre  Tryggvi. Le jarl Einar Tambarskjelve, furieux de la politique du gouvernement de Knut, demeure chez lui et refuse de combattre pour Svein. De la même manière ni le puissant propriétaire Kálfr Árnason ni aucun de ses frères  ne voulurent combattre pour Svein,.
Svein et ses forces progressent vers le sud vers Agder, estimant que Tryggvi voulait tenter de passer par le Skagerrak afin de rejoindre à ses partisans dans le Viken. Tryggvi, toutefois, débarque dans le Hordaland, puis navigue vers le Rogaland pour attaquer la flotte de Svein. Les deux flottes se rencontre au large de l'île de Bokn, où quelques années auparavant Erling Skjalgsson avait été défait et tué.
Pendant le combat, selon les souvenirs évoqués par Snorri, Tryggvi lançait des javelots à ses ennemis simultanément des deux mains, un exploit pour lequel Olaf Tryggvason était connu. Il s'écria: « Ainsi mon père m'apprend à dire la messe», affirmant en même temps sa descendance du roi Olaf et se moquant de l'allégation de ses ennemis selon laquelle son père était un prêtre. Malgré son ingéniosité, les forces de Tryggvi sont submergées par la flotte de Svein et Tryggvi lui-même est tué.
Un récit conservé dans la Morkinskinna relate que Tryggvi fut tué après la bataille par un fermier. Plusieurs années après quand Harald Hardrada était roi de Norvège, il traverse le site du combat. Le roi rencontre un vieil ami qui lui désigne le prétendu assassin. Après avoir interrogé le tueur et entendu sa confession, le roi Harald pend l'homme, en invoquant le lien familial entre lui et Tryggvi et son devoir de venger la mort de ce dernier.

## Heimskringla

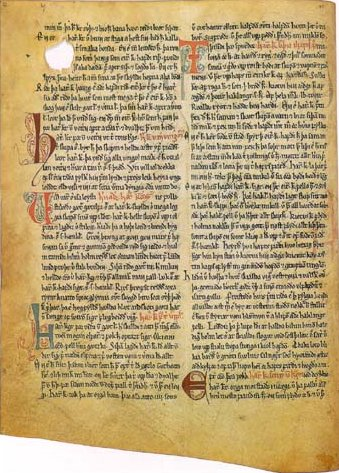
Une page du manuscrit de lHeimskringla.

Un célèbre poème, Tryggvaflokkr, fut écrit sur Tryggvi. Un extrait de ce poème, habituellement attribué au poète de cour du roi Knut Sighvat Thordarson, est conservé dans l'Heimskringla:
Ardent de renommée
Tryggvi vint du nord,
mais le roi Sveinn vint du sud 
Au combat ; bataille advint
J'étais près de leur tumulte.
L'affrontement fut rapide
L'armée y laissa mainte vie
Il y eut hurlement de glaives
Un autre poème de l'Heimskringla, composé par un scalde inconnu, évoque la bataille contre Tryggvi:
Ce ne fut pas un dimanche femme,
Où la vierge apporte à l'homme
Oignon ou bière
-Maint homme s'affaissa:
sous l'estoc ce matin-là
Lorsque le roi Sveinn ordonna
À ses hommes d'attacher leurs proues
Le corbeau eut bientôt de la chair crue à lacérer.